# Trattato dei Dardanelli
Il trattato dei Dardanelli (noto anche come trattato di pace dei Dardanelli, Commerce e Secret Alliance , trattato di Çanak,  trattato di Chanak o in lingua turca Kale-i Sultaniye Antlaşması) venne stipulato fra l'Impero ottomano ed il Regno Unito il 5 gennaio 1809 a Çanak, Turchia. Esso pose termine alla guerra anglo-turca. L'impero ottomano ristabilì ampi accordi commerciali con il Regno Unito accordandogli privilegi legali mentre questi promise di proteggere l'integrità dell'impero ottomano contro la Francia, con l'ausilio della propria flotta e con gli armamenti forniti ad Istanbul. Il trattato sancì che nessuna nave da guerra straniera potesse entrare nello stretto dei Dardanelli e nel Bosforo. Il trattato anticipò la Convenzione di Londra sugli Stretti del 1841, con la quale le altre maggiori potenze militari accettarono lo stesso principio.

## Articoli
Il Trattato fu firmato dall'ottomano Mehmet Emin Vahat Efendi e da parte britannica da Robert Adair.
Secondo questo trattato composto da dodici articoli, le terre ottomane occupate dal Regno Unito sarebbero state restituite all'Impero ottomano. Le proprietà dei mercanti britannici catturate dall'Impero ottomano durante la guerra sarebbero state restituite ai loro proprietari.
L'articolo 4 del trattato dichiarava che il trattato firmato tra il Regno Unito e l'Impero ottomano nel settembre 1675, che era una sintesi delle precedenti concessioni e capitolazioni britanniche, era valido. Inoltre, nell'articolo 5, si affermava che il Regno Unito avrebbe fornito condizioni favorevoli alle navi e ai mercanti ottomani che avrebbero commerciato all'interno dei suoi confini. Nell'articolo 6 si affermava che il limite doganale stabilito dall'Impero ottomano sarebbe stato accettato dai mercanti britannici.
Il 7°, l'8° e il 9° articolo stabilivano le norme sulla rappresentanza diplomatica. Gli ambasciatori sarebbero stati reciprocamente rispettati e lo Stato ottomano sarebbe stato in grado di assegnare uno shahbender (console) nei territori sotto il dominio britannico, inclusa Malta, per proteggere i diritti dei suoi sudditi. Nel 10° articolo si affermava che i sudditi ottomani non potevano essere presi sotto la protezione del Regno Unito.
Con l'11° articolo, quello più importante del trattato, si ricorda che il passaggio di navi da guerra attraverso i Dardanelli e lo stretto di Istanbul era sempre vietato, e tutti gli stati sono stati invitati a rispettare questa vecchia regola durante il tempo di pace. La parte britannica ha dichiarato che avrebbe rispettato questa regola. Il processo di entrata in vigore del trattato è stato disposto nell'ultimo articolo.
Inoltre, alcuni articoli segreti di questo trattato, erano le disposizioni secondo le quali il Regno Unito avrebbe sostenuto l'Impero ottomano nel caso in cui quest'ultimo avesse combattuto contro la Francia.